# Троицкий сельсовет (Амурская область)
Тро́ицкий сельсове́т — упразднённые сельское поселение в Ивановском районе Амурской области.
Административный центр — село Троицкое.

## История
16 февраля 2005 года в соответствии с Законом Амурской области № 440-ОЗ муниципальное образование наделено статусом сельского поселения.
Упразднён в январе 2021 года в связи с преобразованием муниципального района в муниципальный округ.

## Население
| 2002 | 2010 | 2011 | 2012 | 2013 | 2014 | 2015 |
| ---- | ---- | ---- | ---- | ---- | ---- | ---- |
| 510  | ↘448 | ↘446 | ↘432 | ↘406 | ↘401 | ↗404 |
| 2016 | 2017 | 2018 |      |      |      |      |
| ↘395 | ↗400 | ↗406 |      |      |      |      |

## Состав сельского поселения
| № | Населённый пункт | Тип населённого пункта       | Население |
| - | ---------------- | ---------------------------- | --------- |
| 1 | Троицкое         | село, административный центр | ↗406      |